# ویزه
شهر ویزه (به فرانسوی: Visé) در شهرستان لیئژ، در استان لیئژ، در منطقه فدرال والوون و در کشور بلژیک واقع شده‌است.

## نگارخانه

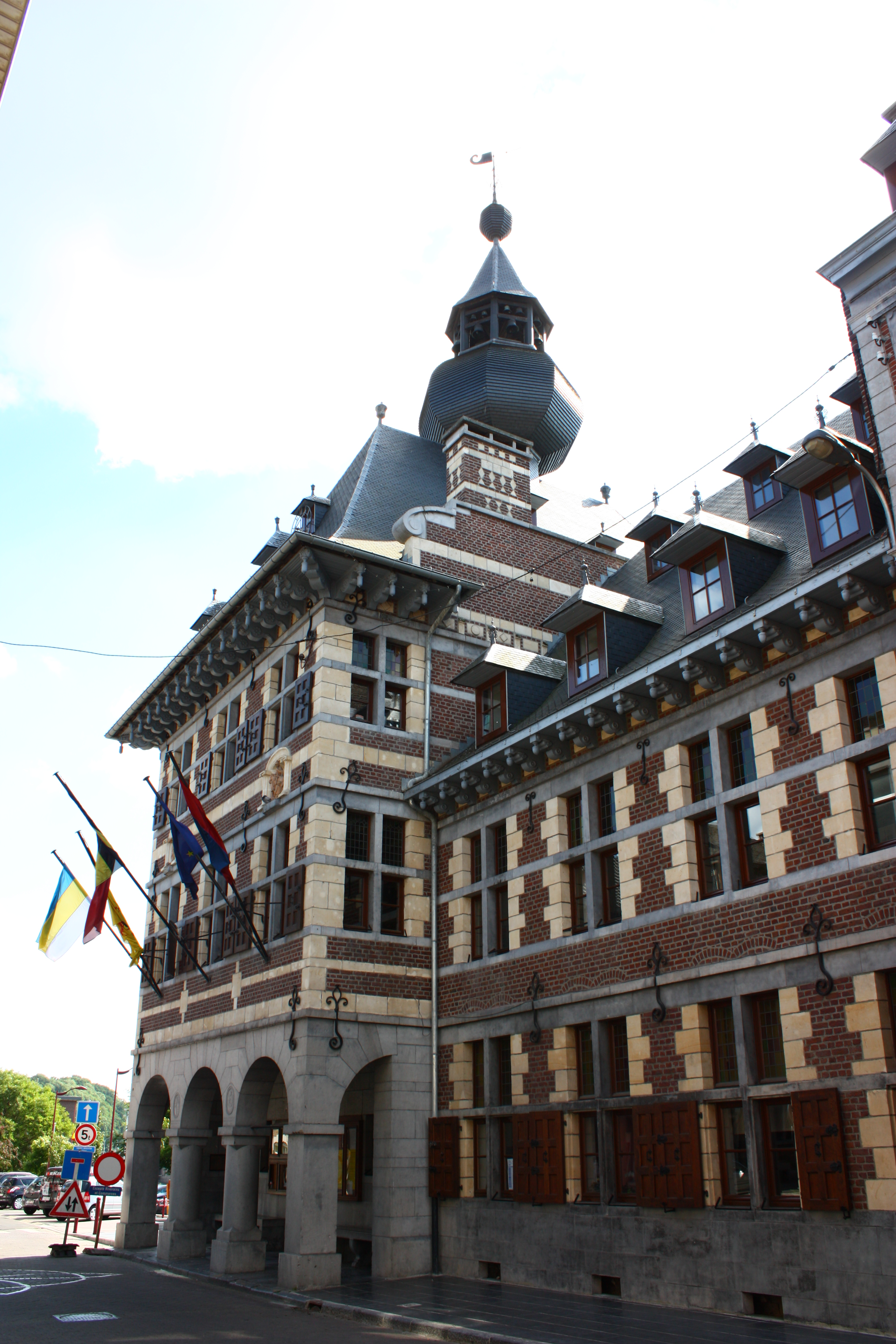
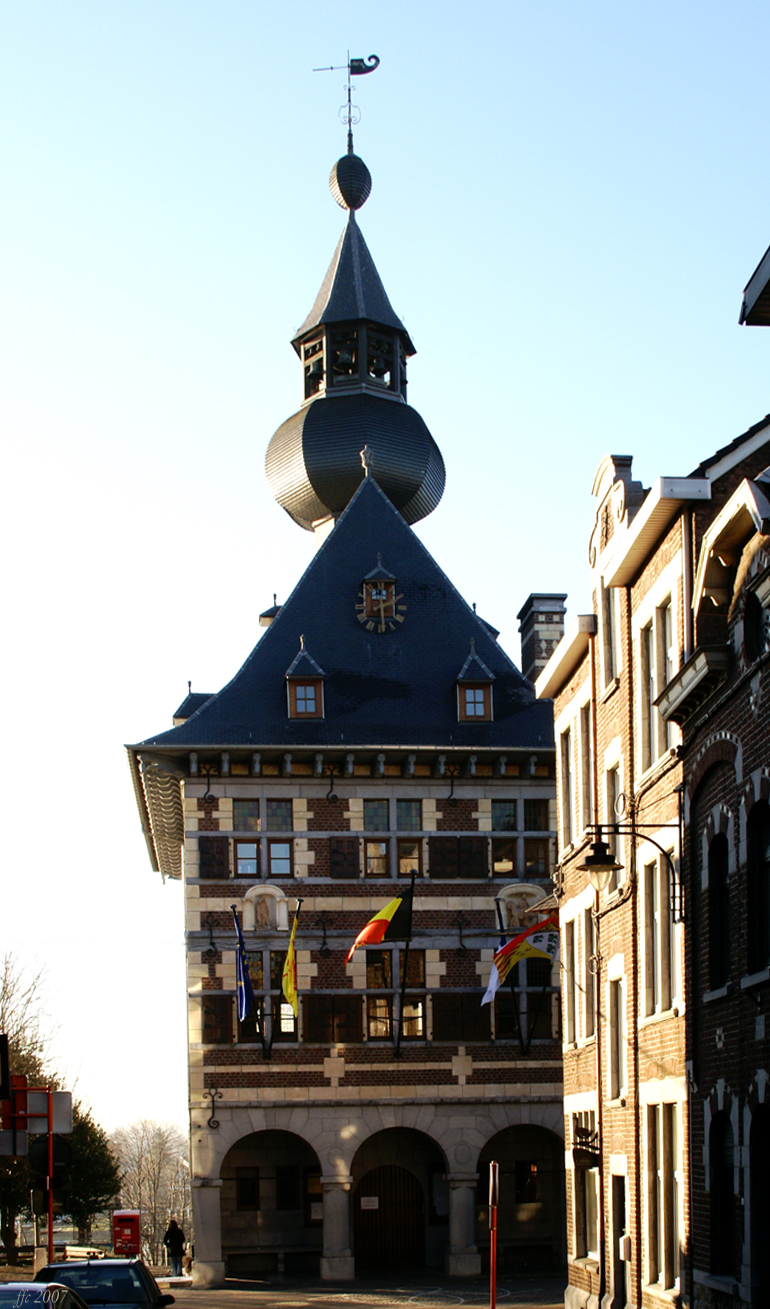
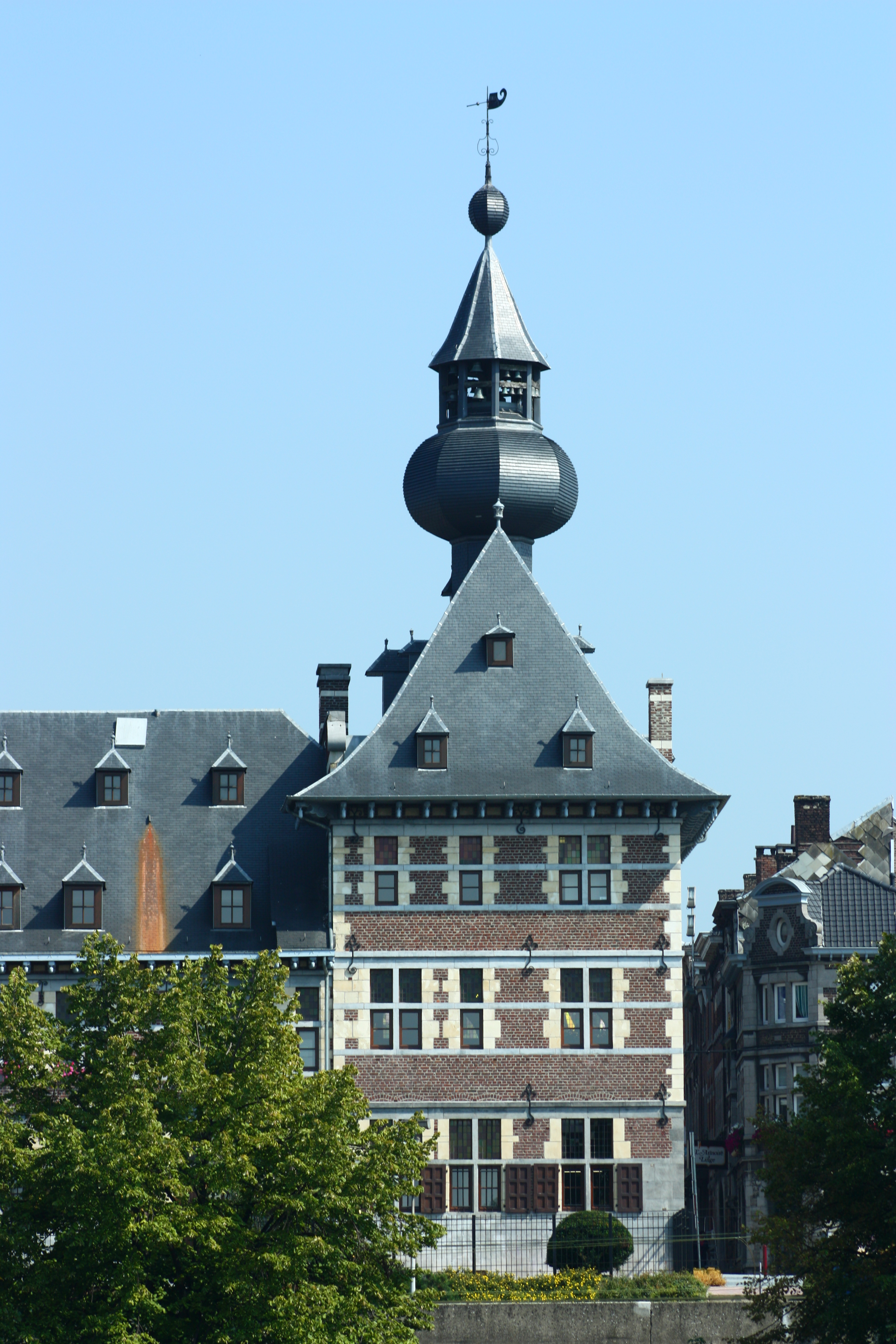
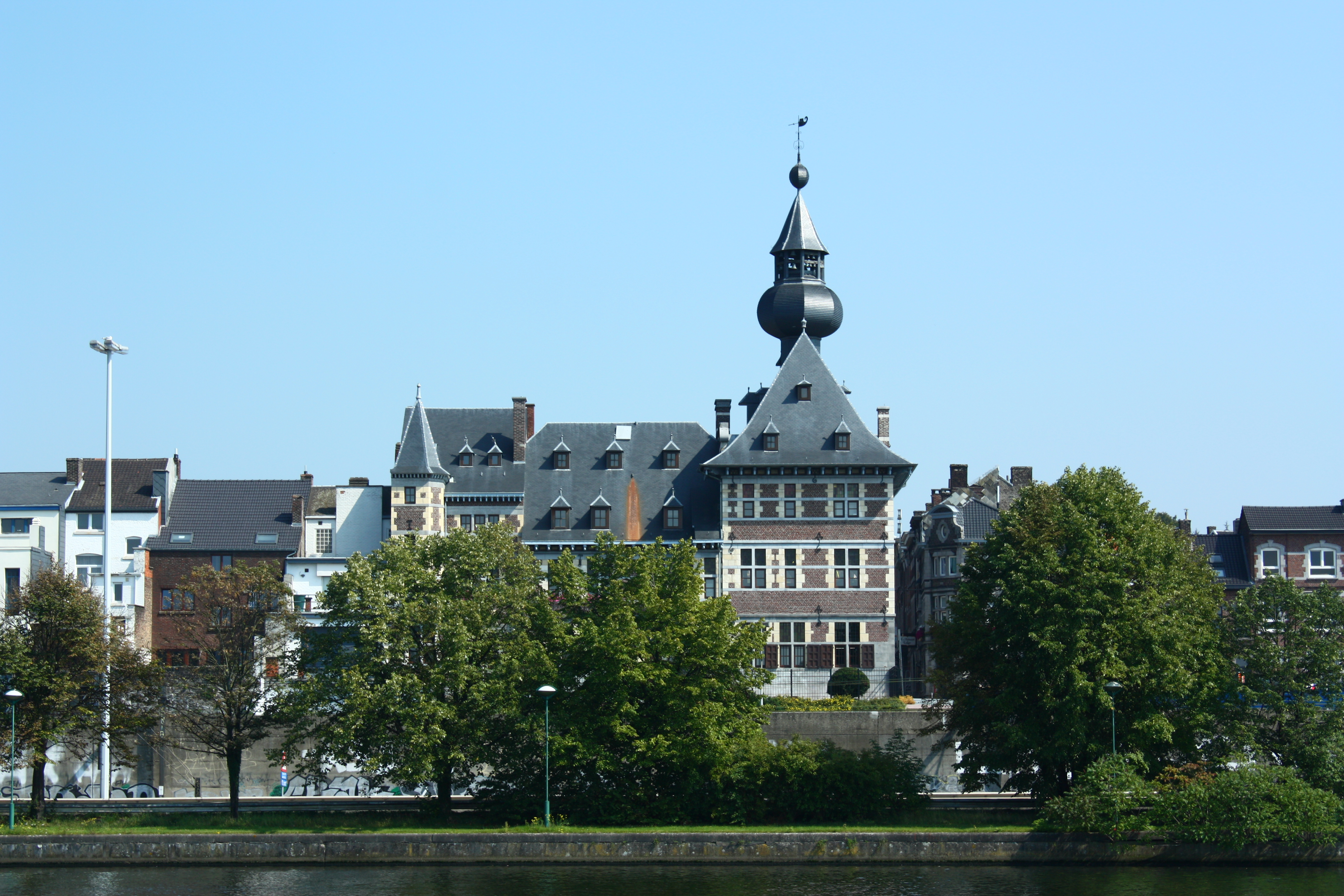